# Esgrima em cadeira de rodas nos Jogos Paralímpicos de Verão de 2012 - Espada B feminina
As competições de espada B feminina foram disputadas no dia 5 de setembro no Complexo ExCel, em Londres. Essa classe é disputada por atletas cuja deficiência afeta o tronco ou o braço dominante.

## Medalhistas
| Ouro   | THA Saysunee Jana        |
| Prata  | GER Simone Briese-Baetke |
| Bronze | HKG Chan Yui Chong       |

## Calendário
Horário local (UTC+1).
| Data                  | Tempo | Fase             |
| --------------------- | ----- | ---------------- |
| 5 de setembro de 2012 | 09:30 | Qualificação     |
| 5 de setembro de 2012 | 13:30 | Quartas de final |
| 5 de setembro de 2012 | 17:45 | Semifinais       |
| 5 de setembro de 2012 | 18:30 | Final            |

## Formato de competição
O torneio começou com uma fase de grupos seguida de uma fase eliminatória. Na primeira fase, as 11 esgrimistas são divididos em 3 grupos. Os combates duram no máximo 3 minutos ou até que um atleta atinja 5 pontos. Na fase eliminatória, os combates duram no máximo 9 minutos (divididos em 3 períodos de 3 cada), ou até que uma atleta atinja 15 pontos.

## Resultados

### Fase de grupos

#### Grupo 1
| Atleta                     | V | D | V/C  | PG | PS |
| -------------------------- | - | - | ---- | -- | -- |
| HKG Chan Yui Chong         | 3 | 1 | 0.75 | 19 | 12 |
| UKR Tetiana Pozniak        | 3 | 1 | 0.75 | 14 | 13 |
| BLR Liudmila Lemiashkevich | 2 | 2 | 0.50 | 15 | 12 |
| POL Marta Makowska         | 1 | 3 | 0.25 | 13 | 16 |
| FRA Cécile Demaude         | 1 | 3 | 0.25 | 11 | 19 |

| Atleta                     | BLR | FRA | HKG | POL | UKR |
| -------------------------- | --- | --- | --- | --- | --- |
| BLR Liudmila Lemiashkevich | —   | 5-0 | 4—5 | 5—4 | 1—3 |
| FRA Cécile Demaude         | 0—5 | —   | 3—5 | 5—4 | 3—5 |
| HKG Chan Yui Chong         | 5—4 | 5—3 | —   | 5—0 | 4—5 |
| POL Marta Makowska         | 4—5 | 4—5 | 0—5 | —   | 5—1 |
| UKR Tetiana Pozniak        | 3—1 | 5—3 | 5—4 | 1—5 | —   |

#### Grupo 2
| Atleta                   | V | D | V/C  | PG | PS |
| ------------------------ | - | - | ---- | -- | -- |
| GER Simone Briese-Baetke | 5 | 0 | 1.00 | 25 | 14 |
| THA Saysunee Jana        | 4 | 1 | 0.80 | 24 | 13 |
| RUS Liudmila Vasileva    | 3 | 2 | 0.60 | 21 | 17 |
| HUN Gyöngyi Dani         | 1 | 4 | 0.20 | 14 | 21 |
| BLR Alesia Makrytskaya   | 1 | 4 | 0.20 | 17 | 24 |
| GBR Justine Moore        | 1 | 4 | 0.20 | 10 | 22 |

| Atleta                   | BLR | GBR | GER | HUN | RUS | THA |
| ------------------------ | --- | --- | --- | --- | --- | --- |
| BLR Alesia Makrytskaya   | —   | 2—5 | 4-5 | 5—4 | 3—5 | 3—5 |
| GBR Justine Moore        | 5—2 | —   | 1—5 | 1—5 | 3—5 | 3—5 |
| GER Simone Briese-Baetke | 5—4 | 5—1 | —   | 5—2 | 5—3 | 5—4 |
| HUN Gyöngyi Dani         | 4—5 | 5—1 | 2—5 | —   | 1—5 | 2—5 |
| RUS Liudmila Vasileva    | 5—3 | 5—3 | 3—5 | 5—1 | —   | 3—5 |
| THA Saysunee Jana        | 5—3 | 5—3 | 4—5 | 5—2 | 5-3 | —   |

## Fase eliminatória
|  | Quartas de final           | Quartas de final           | Quartas de final |  |  | Semifinais               | Semifinais               | Semifinais        |    |                          | Final                    | Final                 | Final |
|  |                            |                            |                  |  |  |                          |                          |                   |    |                          |                          |                       |       |
|  | GER Simone Briese-Baetke   | GER Simone Briese-Baetke   | 15               |  |  |                          |                          |                   |    |                          |                          |                       |       |
|  | FRA Cécile Demaude         | FRA Cécile Demaude         | 4                |  |  | GER Simone Briese-Baetke | GER Simone Briese-Baetke | 15                |    |                          |                          |                       |       |
|  | RUS Liudmila Vasileva      | RUS Liudmila Vasileva      | 5                |  |  | RUS Liudmila Vasileva    | RUS Liudmila Vasileva    | 9                 |    |                          |                          |                       |       |
|  | UKR Tetiana Pozniak        | UKR Tetiana Pozniak        | 1                |  |  |                          |                          |                   |    | GER Simone Briese-Baetke | GER Simone Briese-Baetke | 8                     |       |
|  | HKG Chan Yui Chong         | HKG Chan Yui Chong         | 15               |  |  |                          | THA Saysunee Jana        | THA Saysunee Jana | 15 |                          |                          |                       |       |
|  | BLR Liudmila Lemiashkevich | BLR Liudmila Lemiashkevich | 12               |  |  | HKG Chan Yui Chong       | HKG Chan Yui Chong       | 14                |    |                          |                          |                       |       |
|  | POL Marta Makowska         | POL Marta Makowska         | 5                |  |  | THA Saysunee Jana        | THA Saysunee Jana        | 15                |    |                          |                          |                       |       |
|  | THA Saysunee Jana          | THA Saysunee Jana          | 15               |  |  |                          |                          |                   |    |                          |                          |                       |       |
|  |                            |                            |                  |  |  |                          |                          |                   |    |                          | RUS Liudmila Vasileva    | RUS Liudmila Vasileva | 13    |
|  |                            |                            |                  |  |  |                          |                          |                   |    |                          | HKG Chan Yui Chong       | HKG Chan Yui Chong    | 15    |

## Classificação final
| Pos.   | Atleta                     |
| ------ | -------------------------- |
| Ouro   | THA Saysunee Jana          |
| Prata  | GER Simone Briese-Baetke   |
| Bronze | HKG Chan Yui Chong         |
| 4      | RUS Liudmila Vasileva      |
| 5      | UKR Tetiana Pozniak        |
| 6      | BLR Liudmila Lemiashkevich |
| 7      | POL Marta Makowska         |
| 8      | FRA Cécile Demaude         |
| 9      | BLR Alesia Makrytskaya     |
| 10     | HUN Gyöngyi Dani           |
| 11     | GBR Justine Moore          |